# Way Maker
Way Maker es una canción de adoración contemporánea escrita por la cantante de góspel nigeriana Sinach y lanzada como sencillo el 30 de diciembre de 2015. La canción ha sido versionada por varios artistas de música cristiana, incluidos Michael W. Smith, Mandisa, Leeland, Christafari, Passion, Darlene Zschech, Bethel Music y Rojo.

## Lanzamiento y recepción
En noviembre de 2016, Sinach lanzó un álbum de 18 canciones, Waymaker - Live, titulado después del sencillo que registró un éxito comercial, y fue certificado oro por Recording Industry of South Africa (RISA). Sinach fue calificada por Pulse Nigeria como la artista femenina de la década, la artista femenina de gospel de la década y la artista número 7 de la década en Nigeria.
Sinach se convirtió en el primer artista africano en encabezar la lista de compositores cristianos de Billboard en mayo de 2020. En junio de 2020, la canción alcanzó el primer lugar en las 100 mejores canciones de Christian Copyright Licensing International, una clasificación basada en la frecuencia con la que se usa en la adoración de la iglesia.
En octubre de 2020, "Way Maker" ganó el premio Dove a la canción del año en la 51.ª edición de los premios GMA Dove en los Estados Unidos. Fue la primera artista de gospel nigeriana en ganar el premio.
En agosto de 2021, la canción ganó el premio BMI Canción del año; una primicia para una canción africana del evangelio.

## Rendimiento comercial
En octubre de 2019, por invitación de Joel Osteen, Sinach visitó la Iglesia Lakewood en Houston, Texas, donde interpretó la canción en vivo.

## Video musical
Sinach lanzó el video musical "Way Maker" en YouTube el 30 de diciembre de 2015. El video la muestra cantando al aire libre. Fue dirigido por Ose Iria y audio producido por Mayo. El 7 de marzo de 2019, el video alcanzó 100 millones de visitas, lo que convierte a Sinach en la primera cantante de gospel nigeriana y la tercera cantante nigeriana en general en lograr la hazaña. A fines de 2019, Rhythm 93.7 FM informó que "Way Maker" era el segundo video musical nigeriano más visto en Youtube.

## Reconocimientos
| Año  | Organización     | Categoría                          | Resultado | Ref.   |
| ---- | ---------------- | ---------------------------------- | --------- | ------ |
| 2020 | Premios GMA Dove | Canción del Año                    | Ganador   | [ 20 ] |
| 2020 | Premios GMA Dove | Canción grabada en español del año | Nominado  | [ 21 ] |

## Impacto
En 2020, las grabaciones de video de la canción se volvieron virales en las redes sociales de personas que se reunieron en sus autos alrededor de un hospital en Albany, Georgia, cantando y orando por quienes trabajan en el sistema médico Phoebe Putney. Además, docenas de autos estaban estacionados afuera del Centro Médico Poinciana en Kissimmee, Florida, donde la gente se reunió y cantó la canción.
«Way Maker» también se cantó en las protestas de George Floyd en Milwaukee, Wisconsin, y Minneapolis, Minnesota .

## Otras versiones y representaciones
La canción ha sido versionada por varios artistas de música cristiana de todo el mundo, incluidos Michael W. Smith, Leeland, Christafari y varios artistas de Bethel Music . Se ha cantado en iglesias de todo el mundo y se ha traducido a 50 idiomas.
En noviembre de 2019, Christafari con Avion Blackman lanzó una versión reggae de "Way Maker".
En una entrevista con Billboard, Michael W. Smith dijo que se sintió inspirado para hacer un cover después de que su hija Anna hablara sobre cómo era su canción favorita; lo interpretó por primera vez en su concierto en el Bridgestone Arena en Nashville en agosto de 2018. Más tarde le pidieron que hiciera una versión de radio más corta, pero no resultó bien, así que se fue al dúo con su vocalista de acompañamiento, Vanessa Campagna. El 1 de febrero de 2020, Michael W. Smith lanzó "Waymaker" con Campagna y Madelyn Berry. En marzo, la canción marcó la primera vez que Smith en 16 años alcanzó una lista de los 10 mejores de Billboard con un sencillo no festivo. La interpretación de Smith alcanzó el puesto número 3 en Hot Christian Songs y el número 4 en Christian Airplay . En respuesta a la pandemia de coronavirus en Italia y al ver a los residentes italianos cantando en los balcones, Campagna le pidió a Smith que grabara una versión italiana, que lanzaron el 27 de marzo como "Aprirai Una Via". La interpretación de Smith luego alcanzaría el número 1 en la lista de Christian Airplay en mayo.
La interpretación de Leeland, "Way Maker (Live)", se lanzó originalmente el 16 de agosto de 2019 como un video musical y un sencillo de pre-pedido de su próximo álbum, Better Word.  En una entrevista con el blog Thir.st, el cantante Leeland Mooring dijo que su madre vio por primera vez el video de Sinach en YouTube dos años antes, y un año después de que comenzaron a cantar la canción en su iglesia local y luego en otras iglesias. Mooring dijo: "No importaba cuál fuera la demografía de la gente o la denominación de la iglesia. Cada vez que cantábamos «Waymaker», todos se aferraban a él también. Fue algo muy especial". Mooring dijo que casi hizo que Sinach viniera y cantara con ellos en el álbum, pero que no pudo asistir. La canción entró en la lista Billboard Hot Christian Songs el 11 de abril de 2020 en el puesto 9, marcando la primera vez en la historia de Hot Christian Songs que dos versiones de la misma canción han residido simultáneamente en su top 10 (la versión de Smith en el puesto 3). . En esa semana también aparecieron otras dos versiones de «Way Maker»: Mandisa en el n. ° 38 y Passion (con Kristina Stanfill, Kari Jobe y Cody Carnes ) en el n. ° 39.
El 27 de febrero de 2020, la líder de alabanza Darlene Zschech grabó una interpretación de «Way Maker» con William McDowell y un coro para un próximo álbum de Integrity Music. Su video fue publicado en junio.

### Versiones en español
En el ámbito hispano, la canción también recibió versiones que se hicieron muy populares entre las alabanzas contemporáneas de la iglesia cristiana, entre ellos, la interpretación de Omar Oropesa, Priscilla Bueno, (recibiendo incluso una nominación en la misma ceremonia donde Way Maker de Sinach fue elegida como "Canción del Año", por su versión en español como "Canción grabada en idioma español del año"), la versión de Rojo y Joel Contreras, y la más reciente de Ingrid Rosario, Daniel Calveti, David & Nicole Binion, Phil Thompson y Revere.